# Великий Антібес
Великий Анті́́бес (рос. Большой Антибес) — село у складі Маріїнського округу Кемеровської області, Росія.

## Населення
Населення — 396 осіб (2010; 462 у 2002).
Національний склад (станом на 2002 рік):
- росіяни — 87 %